# دهستان بربرود غربی
بخش میوند دهستانی است از توابع بخش میوند شهرستان الیگودرز در استان لرستان ایران.
___________________________________________
بر اساس لغت نامه دهخدا:
بربرود. [ ب ُ ب ُ ] (اِخ ) نام یکی از دهستانهای بخش الیگودرز شهرستان الیگودرز می باشد.
```
این دهستان در خاور بخش واقع شده که از 78 آبادی تشکیل گردیده و جمعیت آن درحدود 33900 نفر می باشد و قراء مهم آن کهریز - گایکان - چمن سلطان - گندمینه ، سور - اردودر ، خمه بالا و پائین - کندر - دوزان - ززم - خلیل آباد - آلی گر - کان سرخ - شاهپورآباد - مغانک بالا و پائین ، فرسش ، تیران ، ازنا  و مهلمک ،چرباس ،ملک آباد ، خاک بتیه ، چشمه پر ،خان آباد و...می باشد - شغل اهالی زراعت و 
دامداری
 است . راه مالرو دارد. (از فرهنگ جغرافیایی ایران ج 6).
```

## جمعیت
بر اساس سرشماری سال ۱۳۸۵ جمعیت آن ۱۱٬۱۷۱ نفر (۲٬۰۴۵ خانوار) بوده‌است.